# Marica Stanković
Marica (Marija) Stanković (Zagreb, 31. prosinca 1900. – Zagreb, 8. listopada 1957.) bila je hrvatska učiteljica, službenica Božja, kandidatkinja za sveticu i utemeljiteljica svjetovnog instituta Suradnice Krista Kralja. Uz Ivana Merza, bila je važna nositeljica i pokretačica katoličkih gibanja u Hrvatskoj među laicima.

## Životopis

### Djetinjstvo i školovanje
Rođena je 31. prosinca 1900. godine u Zagrebu u obitelji Fabijana Vragovića i Terezije (rođ. Škvorc). Osnovnu je školu pohađala kod Sestara milosrdnica te je kod njih završila i nižu gimnaziju i učiteljsku školu. Maturilala je 1920. godine.
Zbog očne bolesti nije odmah upisala daljnji studij te se zaposlila kao učiteljica u osnovnoj školi u Stračincu kraj Varaždina. Zatim je premještena u Donju Voću kraj Varaždina, gdje je ostala do srpnja 1923. godine kada upisuje prvi stupanj Više pedagoške škole u Zagrebu. U studenome 1924. godine promijenila prezime iz Vragović u Stanković. Nakon dvogodišnjeg studija pedagogije, dvije je godine radila u Građanskoj školi u Podravskoj Slatini.

### Službovanje
Djelovala je aktivno u Katoličkom pokretu te u Orlovskoj mladeži. U siječnju 1926. godine Marijina kongregacija učiteljica prepušta orlovskoj organizaciji svoj časopis „Za vjeru i dom” te Marica postaje urednica tog časopisa. Nakon ukidanja orlovske organizacije osnivaju se križarske organizacije te je Marica izabrana za predsjedndicu Velikog križarskog sestrinstva. Tu je dužnost obnašala do 1945. godine.
Godine 1928. upisuje drugi stupanj Više pedagoške škole u Zagrebu. Nakon dvije godine studija diplomira na Filološko-historijskom odsjeku Pedagoške škole u Zagrebu. Zatim je predavala u Podravskoj Slatini, Čakovcu, Gračacu i Kutini. Od 1936. godine službovala je u Zagrebu. Osnovala je prvi svjetovni institut u Hrvatskoj pod nazivom „Suradnice Krista Kralja”.

### Progonstvo
Kao katolička djelatnica našla se na udaru komunističkih vlasti nakon završetka Drugoga svjetskog rata 1945., osobito nakon što je na skupu prosvjetnih djelatnica, u Radničkoj komori u Zagrebu, 2. lipnja 1945. pred njih 2500 javno ustala u obranu nadbiskupa Stepinca. Sastanak je tad vodio Marko Belinić. Stepinca je išla braniti prof. Marija Grgić, na što ju je prekinuo netko od sudionika klevetama, na koje je Stanković uzvratila:
Protestiram u ime katoličke javnosti protiv ovakvih kleveta. Takve klevete na onoga, koji je grmio sa propovijedaonice na one, koji su progonili Židove i pravoslavne, koji je svoj cvjetnjak preuredio u sklonište djeci, čije su roditelje odvukli u logore, koji zaklinje katolike grada Zagreba, da idu u Jeronimsku dvoranu po djecu progonjezinih i sklone ih u svoje kuće, da ih ne zadesi smrt. Ima veliki broj prisutnih, koji to mogu potvrditi i zahvaliti za svoj život baš dru. Alojziju Stepincu. Zato s gnjušanjem kažem tri puta: fuj, fuj, fuj - da se dozvoli, da na sastanku elite grada Zagreba, na sastanku prosvjetnih radnika padaju takve klevete.
Time se dodatno zamjerila jugokomunističkim vlastima, pored toga što je bila iz katoličke organizacije. Uhićena je 1. rujna 1947. godine te je nakon šestomjesečnog istražnog zatvora na namještenom sudskom postupku osuđena na pet godina zatvora. Dana 1. travnja 1948. otpremljena je u Kaznenopopravni dom u Slavonskoj Požegi iz kojeg je puštena 1. rujna 1952. godine. Sve do kraja smrti ostala je pod nadzorom Udbe. Optuživana je za suradnju s narodnim neprijateljem. Obranu je završila riječima:
Energično odbijam, da je križarstvo bilo ikakav oblik ustaške djelatnosti. To je laž i podvala. Isto tako, u mome radu vidjeti neku ustašku koncepciju znači biti zloban. Ponavljam, moja je jedina životna koncepcija Isus Krist, njegova nauka i njegovo Evanđelje i ništa drugo.
Nakon što joj je zabranjeno dalje govoriti uzviknula je:
Živio Krist Kralj! Živio Sveti Otac Papa! Živjela kršćanska Europa!
Osuđena je s još osmero optuženika te su nakon proglašenja osude zajedno pjevali: „Christus vincit, Christus regnat, Christus imperat” (hrv. Krist Kralj vlada, Krist pobjeđuje, Krist Kralj vječno kraljuje). S Maricom su optuženi i osuđeni: don Ante Radić, Nevenka Šarin, Slavica Tuškan, Emilija Hlavaček, Darinka Dugački, Štefica Duković, Darinka Manc i Danica Pirija. Presudu je potpisao javni tužitelj Vlado Ranogajec.

### Smrt i ostavština
Na Badnjak 1955. doživjela je srčani udar. Umrla je 8. listopada 1957. godine. Sahranjena je u obiteljskoj grobnici na Mirogoju 11. listopada iste godine. Sprovodne obrede predvodio je nadbiskup Franjo Šeper.
Kardinal Josip Bozanić potpisao je 25. listopada 2006. Proglas za otvaranje kauze beatifikacije službenice Božje Marice (Marije) Stanković. Postulatura službenice Božje Marice Stanković povremeno izdaje glasilo Poruka vedrine.

## Djela
- „Mladost vedrine” (1944.)[14]

## Počasti
- Za svoje djelovanje među mladima unutar Katoličke akcije dobila je 1942. crkveno odličje Pro Ecclesia et Pontifice.[5]
- Simpozij o stotoj obljetnici rođenja Marice Stanković (2000.)[14]

### Članci
- Perković, Marinko. 2016. Marica Stanković. Žena radosne svetosti i beskompromisne moralnosti. Vrhbosnensia. Univerzitet u Sarajevu – Katolički bogoslovni fakultet. Sarajevo. 20 (1): 125–143
- Tuškan, Slavica. 1997. Ivan Merz, Marica Stanković i zajednica Suradnica Krista Kralja. Obnovljeni Život. Filozofsko teološki institut Družbe Isusove. Zagreb. 52 (3–4): 315–323
- Bilobrk, Petar. 2017. Marica Stanković - zatvorske bilješke iz Dnevnika. Kroatologija. Sveučilište u Zagrebu – Fakultet hrvatskih studija. Zagreb. 8 (1–2): 97–113

### Mrežna sjedišta
- Postulatura Marice Stanković. Službene stranice postulature. Pristupljeno 24. ožujka 2025.

## Vanjske poveznice

### Ostali projekti
|  | Wikizvor ima izvorni tekst Proglas o Kauzi beatifikacije Marice Stanković |
|  | Wikicitati imaju zbirke citata o temi Marica Stanković                    |

### Mrežna sjedišta
- Službene stranice postulature